# Richard Kohn
Richard Kohn (ur. 27/09/1888 w Wiedniu, zm. 16 czerwca 1963 w Rotterdamie) – austriacki piłkarz, grający na pozycji pomocnika, trener piłkarski.

## Kariera piłkarska

### Kariera klubowa
Występował w Wiener AC, Wiener AF i Wiener Amateur SV. Jego drugie imię, Dombi, otrzymał, kiedy grał w MTK Budapest FC - oznacza to małe wzgórze.

### Kariera reprezentacyjna
W latach 1908-1912 bronił barw narodowej reprezentacji Austrii.

## Kariera trenerska
W latach 1924-1925 trenował klub Hertha BSC. Potem prowadził Građanski Zagrzeb. Następnie udał się do First Vienna FC 1894, po czym trenował Sportfreunde Stuttgart. Od lutego 1926 do 1927 trenował po raz pierwszy FC Barcelona, gdzie był znany przede wszystkim jako Little Dombi - ale w dzisiejszych czasach jest on w urzędowych wykazach klubu jako zmutowany Jack Domby. Krótko prowadził KS Warszawianka, a potem odszedł do TSV 1860 Monachium. W 1930 zmienił na rok klub na VfR Mannheim. W latach 1931-1933 trenował Bayern Monachium, zdobywając w 1932 roku mistrzostwo Niemiec. Po dojściu nazistów do władzy, Kohn ze względu korzeni żydowskich był zmuszony opuścić Niemcy, początkowo trenował Grasshopper Club. W 1933 ponownie został trenerem FC Barcelona, ale zawiódł oczekiwania. Wysłał własnoręcznie podpisany list przez siebie i piłkarzy do prezesa klubu z prośbą o obcięcie premii. W 1934 powrócił do Szwajcarii, gdzie trenował FC Basel. Od 1935 do 1939 oraz w latach 1951-1952 i 1954-1955 prowadził Feyenoord, wygrywając ligę holenderską w sezonach 1935/36 i 1937/38. Działał jako trener i fizjoterapeutą, a znany był z magicznych mikstur, które pomagały leczyć kontuzjowanych graczy.
W 1963 zmarł w Rotterdamie.

## Sukcesy i odznaczenia

### Sukcesy trenerskie
- mistrz Niemiec: 1932
- mistrz Holandii: 1936, 1938